# Mosciano Sant’Angelo
Mosciano Sant’Angelo – miejscowość i gmina we Włoszech, w regionie Abruzja, w prowincji Teramo.
Według danych na rok 2004 gminę zamieszkiwało 8319 osób, 173,3 os./km².